# Trachymyrmex holmgreni
Trachymyrmex holmgreni är en myrart som beskrevs av Wheeler 1925. Trachymyrmex holmgreni ingår i släktet Trachymyrmex och familjen myror. Inga underarter finns listade i Catalogue of Life.

## Bildgalleri

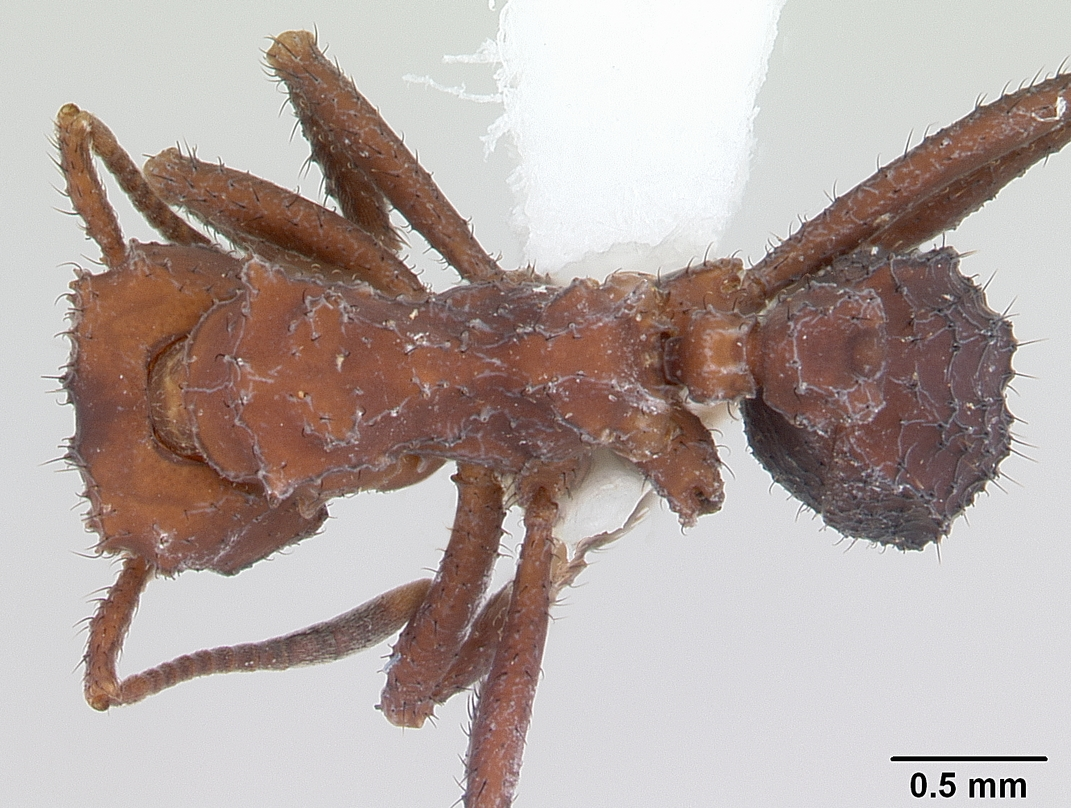
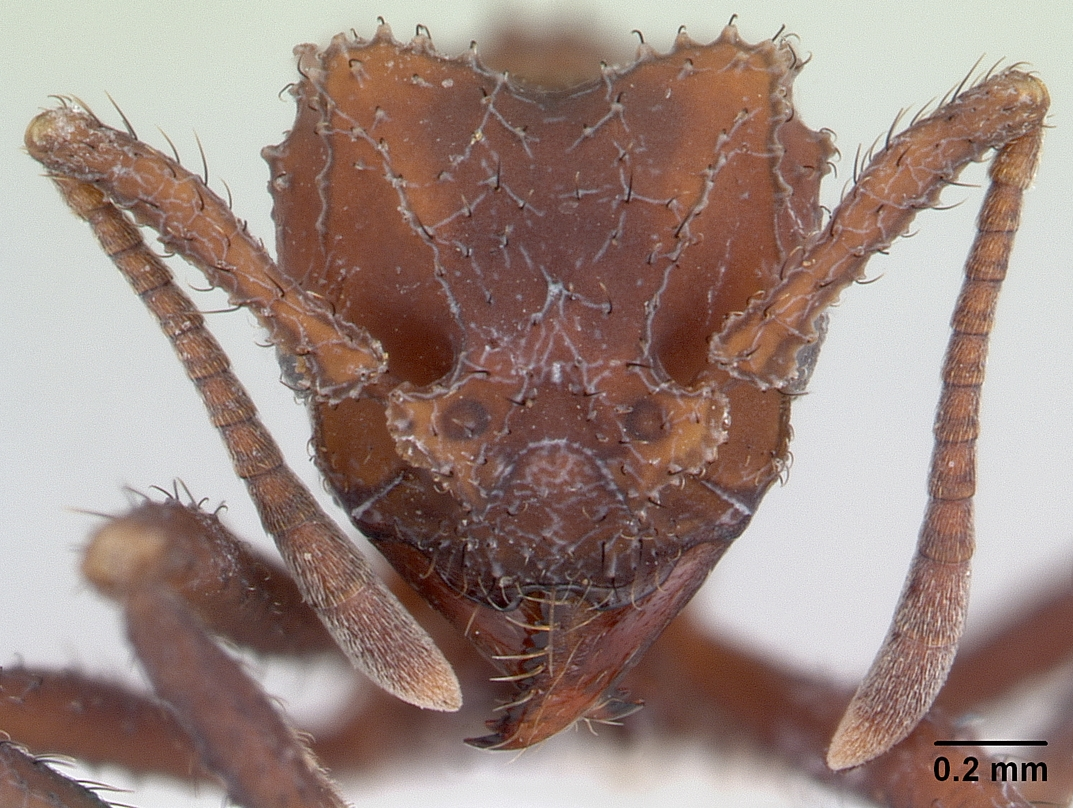
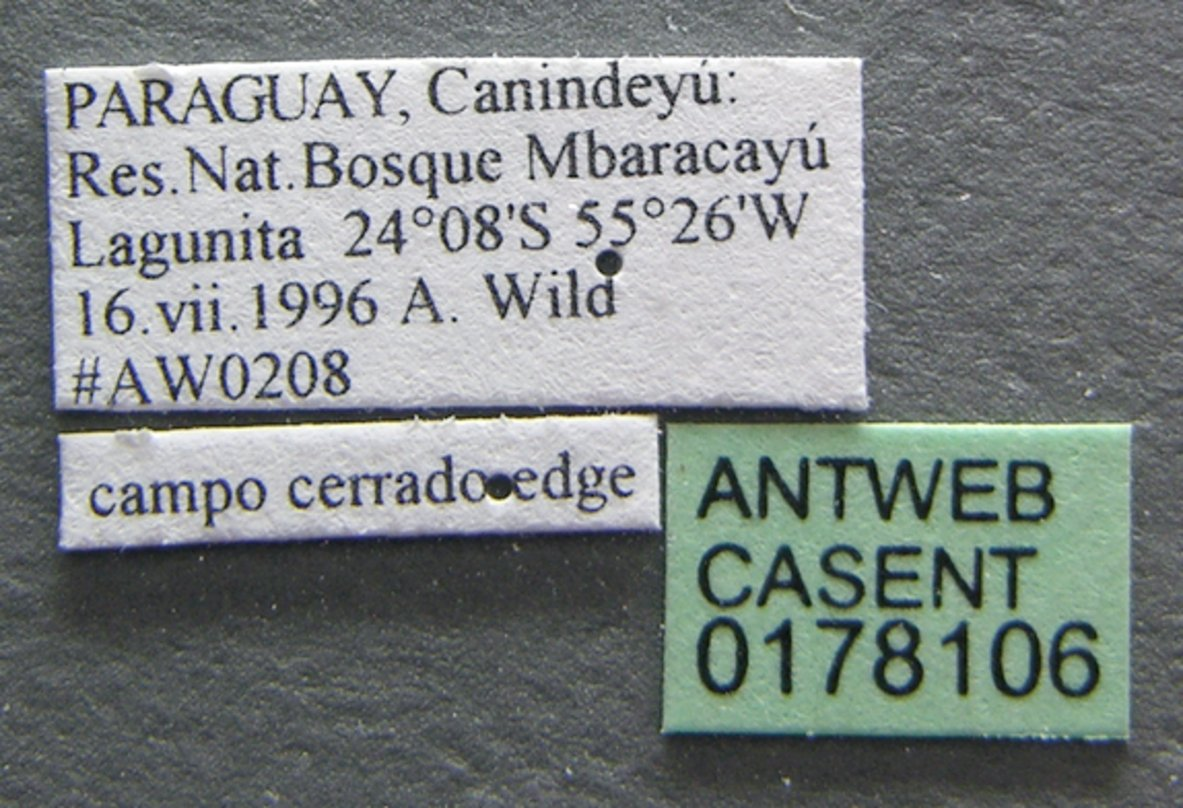
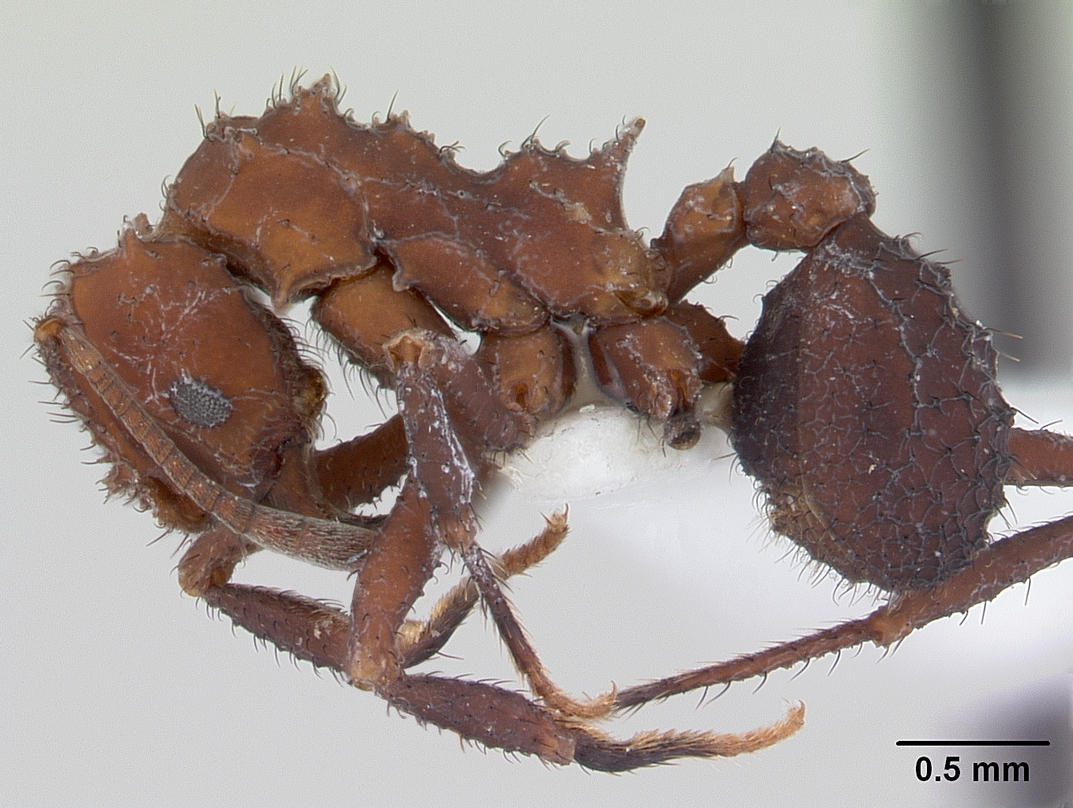